# 甘兰佑
甘兰佑（？—2007年10月1日），北京市十一学校英语教师，全国优秀教师。1965年，甘兰佑毕业于解放军洛阳军事外院，被分配到北京市十一学校，担任一名英语教员，开始了自己的英语教学生涯。他从1965年到2006年，一直在北京市十一学校担任英语教师，其中当了38年班主任。直到2006年，送完学生高考后，甘兰佑被查出胃癌晚期。2007年10月1日20时16分，甘兰佑在北京辞世，享年63岁。